# 2009-es Camping World Grand Prix at the Glen
A 2009-es Camping World Indy Grand Prix at the Glen volt a kilencedik verseny a 2009-es IndyCar Series szezonban. Július 5-én rendezték meg a futamot a 3,37 mérföldes (5,423 km) Watkins Glen International pályán Watkins Glen-ben, New Yorkban.

## Rajtfelállás
| Rajtsor | Belső ív | Belső ív          | Külső ív | Külső ív          |
| ------- | -------- | ----------------- | -------- | ----------------- |
| 1       | 6        | Ryan Briscoe      | 18       | Justin Wilson     |
| 2       | 9        | Scott Dixon       | 5        | Mario Moraes      |
| 3       | 10       | Dario Franchitti  | 24       | Mike Conway       |
| 4       | 7        | Danica Patrick    | 26       | Marco Andretti    |
| 5       | 11       | Tony Kanaan       | 13       | E.J. Viso         |
| 6       | 4        | Dan Wheldon       | 27       | Hideki Mutoh      |
| 7       | 3        | Hélio Castroneves | 15       | Paul Tracy        |
| 8       | 02       | Graham Rahal      | 14       | Ryan Hunter-Reay  |
| 9       | 06       | Robert Doornbos   | 2        | Raphael Matos     |
| 10      | 23       | Milka Duno        | 98       | Richard Antinucci |
| 11      | 20       | Ed Carpenter      |          |                   |

## Futam
| Pozíció | #  | Pilóta            | Csapat                      | Futott kör | Idő/Kiesés oka | Rajthely | Élen töltött körök száma | Pont |
| ------- | -- | ----------------- | --------------------------- | ---------- | -------------- | -------- | ------------------------ | ---- |
| 1.      | 18 | Justin Wilson     | Dale Coyne Racing           | 60         | 1:48:24.1947   | 2        | 49                       | 52   |
| 2.      | 6  | Ryan Briscoe      | Team Penske                 | 60         | +4.9906        | 1        | 7                        | 41   |
| 3.      | 9  | Scott Dixon       | Chip Ganassi Racing         | 60         | +5.1632        | 3        | 1                        | 35   |
| 4.      | 3  | Hélio Castroneves | Team Penske                 | 60         | +7.0755        | 13       | 1                        | 32   |
| 5.      | 26 | Marco Andretti    | Andretti Green Racing       | 60         | +8.5595        | 8        | 2                        | 30   |
| 6.      | 24 | Mike Conway       | Dreyer & Reinbold Racing    | 60         | +9.3646        | 6        | 0                        | 28   |
| 7.      | 13 | E.J. Viso         | HVM Racing                  | 60         | +11.3804       | 10       | 0                        | 26   |
| 8.      | 11 | Tony Kanaan       | Andretti Green Racing       | 60         | +13.0020       | 9        | 0                        | 24   |
| 9.      | 06 | Robert Doornbos   | Newman/Haas/Laningan Racing | 60         | +13.2633       | 17       | 0                        | 22   |
| 10.     | 4  | Dan Wheldon       | Panther Racing              | 60         | +18.0412       | 11       | 0                        | 20   |
| 11.     | 7  | Danica Patrick    | Andretti Green Racing       | 60         | +18.5656       | 7        | 0                        | 19   |
| 12.     | 2  | Raphael Matos     | Luczo-Dragon Racing         | 60         | +18.9342       | 18       | 0                        | 18   |
| 13.     | 02 | Graham Rahal      | Newman/Haas/Laningan Racing | 60         | +23.0413       | 15       | 0                        | 17   |
| 14.     | 5  | Mario Moraes      | KV Racing Technology        | 60         | +23.3821       | 4        | 0                        | 16   |
| 15.     | 10 | Dario Franchitti  | Chip Ganassi Racing         | 59         | +1 kör         | 5        | 0                        | 15   |
| 16.     | 20 | Ed Carpenter      | Vision Racing               | 59         | +1 kör         | 21       | 0                        | 14   |
| 17.     | 23 | Milka Duno        | Dreyer & Reinbold Racing    | 58         | +2 kör         | 19       | 0                        | 13   |
| 18.     | 27 | Hideki Mutoh      | Andretti Green Racing       | 51         | Baleset        | 12       | 0                        | 12   |
| 19.     | 98 | Richard Antinucci | Team 3G                     | 47         | +13 kör        | 20       | 0                        | 12   |
| 20.     | 15 | Paul Tracy        | KV Racing Technology        | 29         | Baleset        | 14       | 0                        | 12   |
| 21.     | 14 | Ryan Hunter-Reay  | A.J. Foyt Enterprises       | 0          | Baleset        | 16       | 0                        | 12   |

## Bajnokság állása a verseny után
Pilóták bajnoki állása
| Pozíció | Pilóta            | Pont |
| ------- | ----------------- | ---- |
| 1       | Scott Dixon       | 313  |
| 2       | Dario Franchitti  | 294  |
|         | Ryan Briscoe      | 294  |
| 4       | Hélio Castroneves | 257  |
| 5       | Danica Patrick    | 238  |